# روس مونتجومري (لاعب دارت)
روس مونتجومري (بالإنجليزية: Ross Montgomery)‏ هو لاعب دارت بريطاني، ولد في 16 أكتوبر 1962 في اسكتلندا في المملكة المتحدة.

## وصلات خارجية
- روس مونتجومري على موقع DartsDatabase.co.uk (الإنجليزية)